# Халезия каролинская
Халезия каролинская, или "Ландышевое дерево" (лат. Halesia carolina) — вид листопадных деревьев рода Халезия, семейства Стираксовые, произрастающих в Северной Америке.

## Распространение и экология

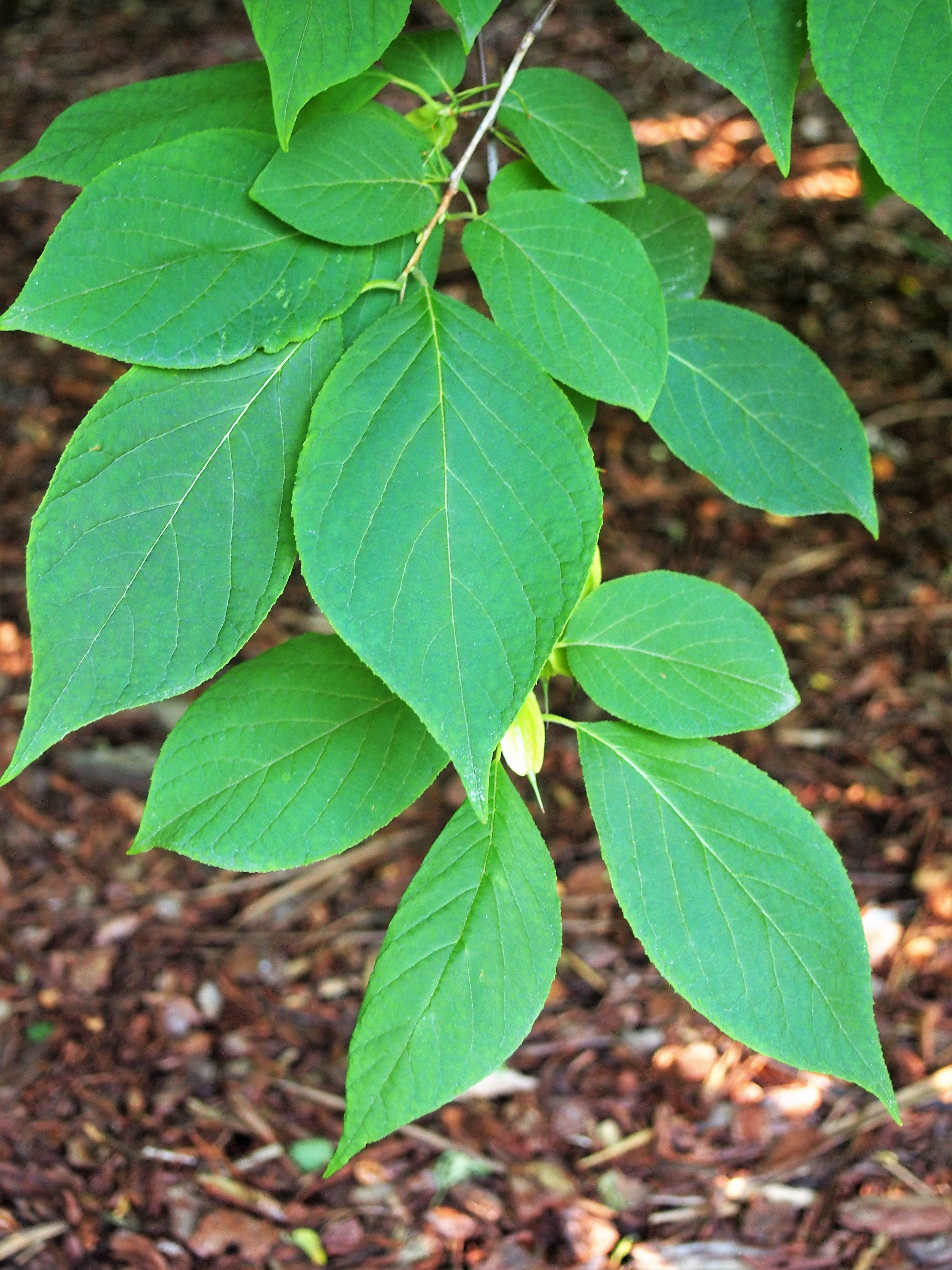
Листья

Произрастает в восточной и юго-восточной части США (естественный ареал: Алабама, Арканзас, Виргиния, Джорджия, Западная Виргиния, Иллинойс, Индиана, Кентукки, Луизиана, Миссисипи, Огайо, Оклахома, Северная Каролина, Теннесси, Флорида, Южная Каролина; натурализация: Мичиган, Нью-Йорк, Пенсильвания, Род-Айленд).
Встречается в сверхвлажном климате Южных Аппалач и во влажном климате других районов. Среднегодовые максимальные температуры в районах произрастания колеблятся от 32 до 41 °C, минимальные — от -4 до -21 °C.
Предпочитает богатые, влажные, хорошо дренированные, суглинистые почвы со слабокислой реакцией (рН от 5,0 до 6,0), может переносить более кислые почвы и хорошо себя чувствует на почвах с pH до 7,0.
Растет преимущественно по ручьям, речным обрывам и склонам оврагов в низменностях, а также вдоль ручьев, в бухтах и на влажных нижних склонах в горах. Встречается в основном на высотах 1400—1700 м, реже — на высотах 500—1400 м.
Произрастает вместе со множеством разных других деревьев, такими как берёза аллеганская и вишнёвая, бук крупнолистный, дуб белый, красный и Мишо, кизил цветущий, клён красный и сахарный, конский каштан жёлтый, липа американская, лириодендрон тюльпановый, магнолия крупнолистная, крупноцветковая и Фразера, падуб американский, сабаль пальмовидный, тсуга канадская, хмелеграб виргинский, церцис канадский, ясень американский.

## Ботаническое описание

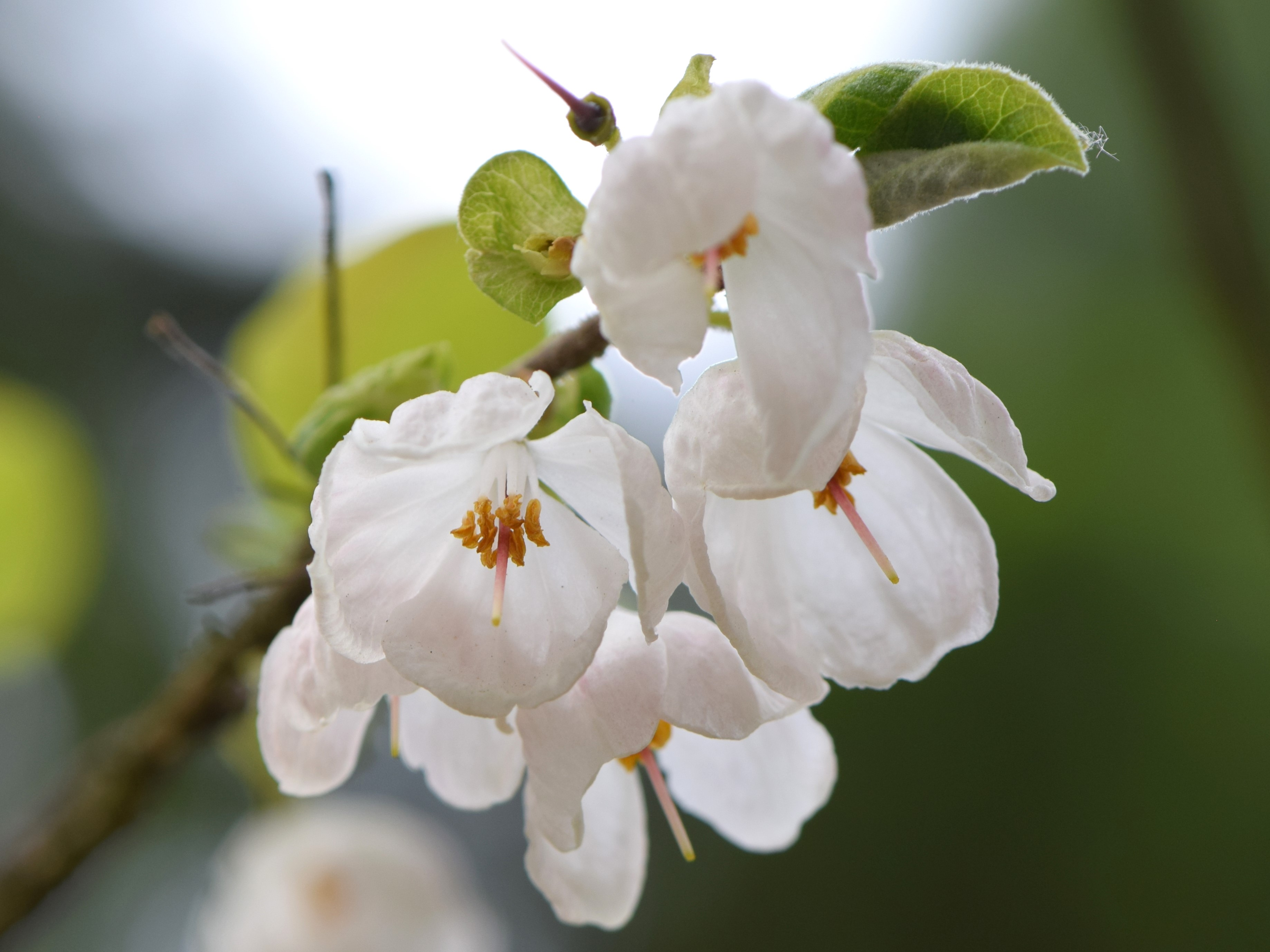
Цветки

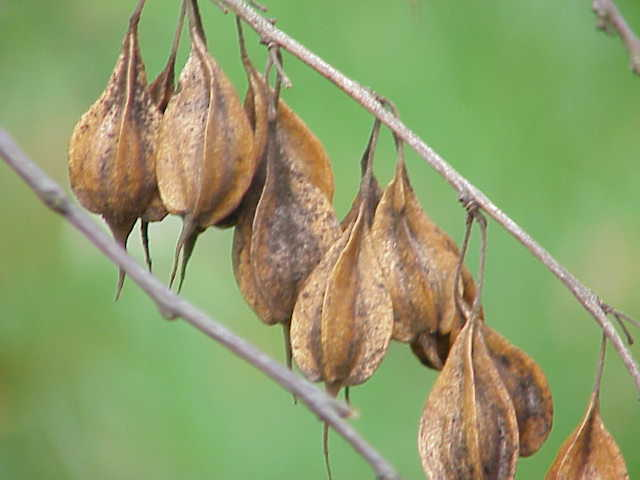
Зрелые плоды

Листопадное дерево или крупный кустарник, высотой до 24 м (чаще до 12 м), с одним или несколькими стволами диаметром до 80 см и более (чаще до 50 см), с шаровидной кроной. Продолжительность жизни около 100 лет.
Кора ствола бугорчатая, красновато-коричневая с корковым слоем, отделяющимся чешуйками. Побеги сначала опушённые, затем голые, оранжево-коричневые и тёмно-красно-коричневые. Почки яйцевидные, тёмно-красные, опушённые.
Листья с очерёдным расположением; яйцевидные, эллиптические или продолговатые; длиной 9—23 см, шириной 4—11 см, с черешком длиной 1—3 см; с мелкопильчатым краем, заострённой верхушкой и клиновидным или округлым основанием; сначала полностью опушённые, затем голые сверху и редко опушённые снизу; желтеющие осенью.
Цветки гермафродитные; собраны в пучковые прицветниковые соцветия по 2—6 штук, иногда одиночные; образуются на побегах предыдущего сезона; колокольчатые, висячие; длиной 1—3 см, на цветоножке длиной 1—2 см. Чашечка 2—5×1,5—3 мм. Венчик открытый, голый, трубчатый, с 4 лопастями, 10—29 мм, белый или розоватый. Тычинки в количестве 12—16 штук, 9—17 мм. Завязь нижняя, 4-гнёздная; столбик нитевидный.
Плоды представляют собой продолговатые сухие костянки с 4 пробковыми крылышками; длиной 2,4—5 см, шириной 0,7—2,6 см; с 1—3 продолговатыми семенами длиной 0,6—0,8 см.
Цветение: март—май. Плодоношение: июнь—ноябрь.
Число хромосом: 2n = 24.

## Значение и применение
Используется преимущественно в декоративных целях. Выделяется декоративным цветением.
Может выращиваться в России: в Средней полосе, на юге Европейской части и на юге Дальнего Востока. Морозостойкость соответствует 4—5 зоне USDA. В Москве, в ГБС, подмерзание ограничивается однолетними побегами (зимостойкость II(III)).
Древесина мягкая, лёгкая (плотность 560 кг/м³), иногда используется для изготовления мебели.